# انريفل
أنريفل (بالإنجليزية: Unravel)‏ ، هي لعبة فيديو إلكترونية من نوع منصات وألغاز ، تم تطويرها من قبل شركة كوولد وود إنتراكتف Coldwood Interactive السويدية ، نزلت في السوق الإلكتروني بتاريخ 9 فبراير عام 2016م  لأجهزة بلاي ستيشن 4 وإكس بوكس ون ومايكروسوفت ويندوز. تم نشرها بواسطة شركة إلكترونيك آرتس الأمريكية ، في الفيديو الترويجي استعرضت الشركة مقطع لم يجاوز الدقيقة الواحدة حول المناظر الخلابة ودقة الرسوم والألوان المتناسقة ،  وكما تظهر شخصية بطل اللعبة «يارني»على أنه مصنوع من خيوط الصوف.
استوحى مطور اللعبة ساهلين خلفيات اللعبة والألغاز من المناظر الطبيعية في مدينة أوميو شمال السويد ؛ تبدأ اللعبة بعد إنشاء دمية يارني Yarny من أسلاك الإطارات والغزل خلال رحلة تخييم عائلية في شمال السويد. وقد أوضح ساهلين: «نحن نعيش في العصي. إنها بلدة صغيرة جدًا ، في أقصى الشمال ، بالقرب من الدائرة القطبية الشمالية. ليس هناك الكثير من الناس ، ولكن الكثير من الريف. كنت أرغب في مشاركة بعض ذلك ، بعض من الأماكن التي أحبها. أعتقد أنك لا ترى ما يكفي من ذلك حقًا في ألعاب الفيديو. تميل إلى رؤية المزيد من الأشياء الخيالية.» تم تطوير اللعبة على PhyreEngine من سوني.

## بدء اللعبة
تتمحور اللعبة حول بطل الرواية يارني ، وهو مخلوق بحجم تفاحة مصنوع من خيوط حمراء. يستكشف العالم من حوله الذي يجعل الأشياء اليومية الصغيرة تبدو كبيرة بسبب حجمه. باستخدام الغزل من جسده ، يخلق يارني حبلًا لتشكيل الجسور ، وسحب الأشياء ، والتأرجح من العناصر. الغزل هو الوسيلة الرئيسية المستخدمة في حل الألغاز المعقدة. بينما يتحرك يارني ، يتم إبراز خيوطه التي تم صنعها ، مما يخلق خطوطًا يجب على اللاعب استخدامها لحل الألغاز للتقدم. كما أنه بمثابة تحدٍ لخطوات يارني حيث لا يمكن المشي بعيدًا لأنه بحاجة إلى المزيد من الخطوط لإعادة تعبئة نسيج خيوط الذي يتكون منها ، كما من خلال التفاعل مع كرات الغزل الأحمر في بيئة اللعبة يتمكن من الاستمرار في المشي. 

## التسجيل الصوتي
تم إصدار الموسيقى التصويرية Unravel EA Games ، من تأليف فريدا جوهانسون وهينريك أوجا ، والمستوحاة من الموسيقى الشعبية والآلات التقليدية ، في 24 يونيو 2016.

## الإستقبال
تلقى أنريفل مراجعات «إيجابية» وفقًا لموقع المراجعة المجمعة ميتاكريتيك.

## السلسلة
في مايو 2016 ، أعلن نائب الرئيس التنفيذي لشركة EA باتريك سودرلوند أنهم قد مددوا عقدهم مع كوولد وود إنتراكتف ، وأنهم سيشاركون في نشر مشروعهم التالي. وأكدت EA لاحقًا أن فريق التطوير كان يعمل على تكملة في عالم أنريفل. في 9 يونيو 2018 ، تم الإعلان عن أنريفل تو رسميًا في عرض EA Play. تم إصدار اللعبة في نفس اليوم.